# Agapornis canus
L'inseparabile del Madagascar (Agapornis canus Gmelin, 1788) è un piccolo psittaculide del genere Agapornis.

## Descrizione
Questo piccolo uccello, che raggiunge appena i 13–14 cm e i 30-36 g di peso, presenta un notevole dimorfismo sessuale riscontrabile nel piumaggio dei due sessi: la femmina è completamente verde mentre il maschio adulto ha collo e petto grigio chiaro.

## Distribuzione e habitat
Come si può dedurre dal nome questo piccolo pappagallo è originario del Madagascar, ove predilige le coste e le zone semidesertiche.

## Sistematica
Agapornis canus ha due sottospecie:
- Agapornis canus canus
- Agapornis canus ablectaneus